# Olumuyiwa Olamide Osifuye
Olumuyiwa Olamide Osifuye (* 1960, Lagos) je nigerijský fotograf.

## Biografie
Zpočátku byla optometrie Osyfuyeovou hlavní profesí. Od roku 1996 však vzniká fotografické dílo, které vypráví o drsných životních podmínkách, ale také o triumfu lidstva v dnešní Nigérii. Osyfuye je fotoesejista, i když se zpočátku zdálo, že pracuje spíše v dokumentárním stylu. Jeho dílo je vypravěčské, i když ne nutně přímočaré. Snímky zachycují hořkou realitu společnosti, která se dlouho nacházela pod jhem vojenské diktatury a do značné míry trpí materiální nouzí, a zároveň ji vykládají výmluvně a bez uchylování se k vizuálním klišé padá na hrdý a nezničitelný lid.
Faces of Poverty, 1999 – Documenta11 Platform5: Výstava.

## Výstavy (výběr)
- 2002: Documenta11, Kassel
- 2003: 50. Biennale di Venezia, Benátky
- 2004: A Grain of Dust A Drop of Water 5th Gwangju Biennale, Kwangdžu
- 2007: imagine art after, Tate Britain, Londýn[3]